# Sami Zayn
Rami Sebei (arabsky: امي سباعي‎) (* 12. července 1984 Laval, Quebec, Kanada), známější jako Sami Zayn, je kanadský profesionální zápasník pracující ve společnosti WWE, kde vystupuje v show Raw.

## Mládí
Rami Sebei se narodil 12. července 1984 v Lavalu v Quebecu. Jeho rodiče jsou syrští přistěhovalci z města Homs, kteří se do Kanady přestěhovali v 70. letech.

## Kariéra
Až do roku 2013 působil na nezávislých okruzích po celém světě. Tehdy si ho vyhlédla společnost WWE a podepsala s ním smlouvu. Zařadili ho do NXT, kde se stal následně šampionem. V hlavním rosteru poté následovaly tahanice o United States šampionát, ten ale Zayn nezískal. Na podzim roku 2017 spojil síly s Kevinem Owensem a vytvořili tag team. Spojenectví se rozpadlo v roce 2019. Téhož roku se stal Intercontinental šampionem. V roce 2022 se připojil k frakci The Bloodline, kterou vede Roman Reigns. Frakci zradil v lednu 2023 na akci Royal Rumble a připojil se opět ke Kevinu Owensovi. Spolu proti této frakci válčili. Dokonce spolu dokázali získat WWE Raw a SmackDown Tag Team Championship. Po draftu byli oba rozděleni do jiného rosteru a tag team se rozpadl. V roce 2024 získal Zayn svůj čtvrtý Intercontinental Championship na WrestleManii 40, titul úspěšně obhájil, ale v srpnu ho prohrál na SummerSlamu. Později neuspěl v zápase o World Heavyweight Championship s Guntherem. V roce 2025 obnovil feud s Kevinem Owensem a po pauze se v dubnu vrátil, aby pogratuloval Jey Usovi k vítězství na WrestleManii 41.

## Osobní život
V roce 2018 se oženil, s manželkou má syna. Je muslim a vegan.
S Kevinem Owensem jsou blízkými přáteli.

## Úspěchy

### Ring of Honor
- ROH World Television Championship (1x)
- ROH World Tag Team Championship (1x) s Kevinem Steenem

### WWE
- NXT Championship (1x)
- WWE Intercontinental Championship (4x)
- WWE Raw Tag Team Championship (1x) s Kevinem Owensem
- WWE SmackDown Tag Team Championship (1x) s Kevinem Owensem
- Slammy Award (2x)